# 外科医有森冴子
『外科医有森冴子』（げかい ありもりさえこ）は、日本テレビ系列で1990年4月14日 - 6月30日、1992年10月10日 - 12月26日に放送されたテレビドラマ。女の職業シリーズ第1弾として放送された。好評を博したため、放送後、スペシャル版が不定期に放送された。
男勝りの女性外科医の活躍と、患者と医者との人間模様をシリアスに描いている。
このドラマが始まる前の「土曜グランド劇場」は、何をやってもヒットしない「魔の時間帯」と化していたが、このドラマのヒットによって息を吹き返した。
第1シリーズ放送後の翌年となる1991年には女の職業シリーズ第2弾と銘打ち『検事・若浦葉子』が制作され、この時間枠において放送された。
2000年の単発スペシャルは、火曜サスペンス劇場枠での企画となったため、サスペンスタッチで展開されている。
1990年春と1992年秋に『スーパークイズスペシャル』で本番組が出場した。

## キャスト (テレビシリーズのみ）
- 有森冴子・外科医：三田佳子
- 有森千加子・冴子の母：藤間紫（第2シリーズのみ出演）、草笛光子（火サス版のみ出演）
- 倉沢星也・新人外科医：髙嶋政宏　（第1シリーズ・スペシャル1・第2シリーズ6話まで）
- 藤井恵利・看護婦：松下由樹（第1シリーズ・スペシャル1）
- 風見遙子・小児科医：高木美保（第1シリーズ・スペシャル1)
- 時枝・病院事務長：西沢利明
- 野村剛・麻酔科医：羽賀研二
- 河西真理・葉子の娘：長谷川真弓
- 南雲百合江・看護婦長：李麗仙
- 河西葉子・河西病院院長（冴子の友人）：佐藤友美（友情出演）
- 岸田洋・内科副部長：岩城滉一（友情出演・第1シリーズ1話、最終回、SP1 - SP3、第2シリーズ1、2、5、7、10、11話）
- 井原・外科部長：二谷英明（特別出演・第1シリーズのみ)

### 第2シリーズのみ出演
- 佐伯基・新人外科医：加勢大周（7話より）
- 根本逸子・小児科医：熊谷真実
- 安永看護婦：安永亜衣
- 越智看護婦：越智静香
- 西端看護婦：西端弥生
- 佐伯俊造・内科部長：仲谷昇
- 病院院長：柳生博

## テーマ曲
第1シリーズ
- 主題歌「願い」中村雅俊（作詞：大津あきら 作曲：山崎稔 編曲：田代修二）
- 挿入歌「HONEY YOU」岩城滉一

第2シリーズ
- 「愛は時を越えて」大橋純子（作詞：芹沢類 作曲：織田哲郎 編曲：重実徹）

## スタッフ
- 脚本:井沢満、宮村優子、尾西兼一
- 音楽:大野雄二、渡辺俊幸（火サス版）
- 制作:石橋冠
- プロデュース:川原康彦、宮崎洋、小山啓（パート2のみ）
- 演出:石橋冠、細野英延、雨宮望
- 制作協力:日本テレビエンタープライズ、NTV映像センター（火サス版）
- 製作著作:日本テレビ

## サブタイトル

### パート1
1. 離婚した夫にガン宣告！メスが切り裂く男女の絆 前妻と後妻の愛が揺れる
脚本：井沢満　演出：石橋冠
ゲスト泉ピン子、夏八木勲
2. あぶない外科医
脚本：井沢満　演出：細野英延
ゲスト：山田邦子
3. 花嫁の乳房
脚本：井沢満　演出：細野英延
ゲスト：三田寛子、ハナ肇、金山一彦
4. 有森入院します！
脚本：井沢満　演出：雨宮望
ゲスト：垂水悟郎、建みさと、我王銀次
5. 恋の集中治療室
脚本：尾西兼一　演出：雨宮望
ゲスト：村田雄浩
6. ストリッパー物語
脚本：井沢満　演出：細野英延
ゲスト：清水ひとみ、根津甚八、河相我聞
7. 有森変身します
脚本：井沢満　演出：細野英延
ゲスト：あめくみちこ
8. 有森クビになります
脚本：宮村優子　演出：雨宮望
ゲスト：丹波哲郎、内海桂子
  - 青春のメモリー

脚本：宮村優子、井沢満　演出：細野英延
ゲスト：寺泉憲、加藤治子、神山繁
  - 帰宅拒否症候群

脚本：井沢満　演出：雨宮望
ゲスト：五代高之、高橋ひとみ、高林由紀子、神田利則、尾羽智加子、河西健司
  - 息子はニューハーフ

脚本：井沢満　演出：雨宮望
ゲスト：江波杏子、矢木沢まり、河合美佐、中丸新将、村井国夫
  - 最終回：挑戦

脚本：井沢満　演出：細野英延
ゲスト：国生さゆり、岡野進一郎、三田寛子

### パート2
1. - いのちの時間

脚本：井沢満　演出：細野英延
ゲスト：里見浩太朗、中原ひとみ
  - バラドルは未婚母

脚本：井沢満　演出：細野英延
ゲスト：室井滋、ピース帆足
  - 老人と犬と入れ歯

脚本：井沢満　演出：細野英延
ゲスト：江戸家猫八、兵藤ゆき、小出由華
  - 嫁姑ハサミが光る

脚本：井沢満　演出：細野英延
ゲスト：京唄子、藤田朋子、梅宮辰夫、高田敏江、南美江
  - 兄妹・その愛と死

演出：細野英延
ゲスト：相楽晴子、布川敏和
  - さらば二人の男達

脚本：井沢満
ゲスト：藤真利子、大沢樹生、長沢大
  - お葬式と新米医師

脚本：宮村優子
ゲスト：柄本明、下條正巳
  - 水の中の初恋絵本

脚本：井沢満　演出：細野英延
ゲスト：赤井英和、西田ひかる、南美江
  - 彼と彼の愛の物語

脚本：井沢満　演出：細野英延
ゲスト：橋爪功、岡本健一
  - 生きててもいい？

脚本：井沢満
ゲスト：芦田伸介、佐々木すみ江、犬塚弘、風見章子
  - 最終回：愛は時を越えて

脚本：井沢満
ゲスト：加賀まりこ、佐藤B作

### スペシャル版
- 1990年10月6日 有森告訴される! 母と子の愛憎に隠された宿命の絆

ゲスト：佐藤友美、長谷川真弓、伊藤淳史、柳生博、
- 1991年10月5日 冴子の父は殺人犯!? 甦る36年前の惨劇!! 疑惑に揺れる父と娘の絆

ゲスト：小林桂樹、北村和夫、財前直見、小沢仁志、大沢逸美、大林丈史、和泉史郎
- 1993年10月9日 さよならSP

ゲスト：東山紀之、西牟田恵、相楽晴子、あき竹城
- 2000年1月4日 火曜サスペンス劇場 2000年新春SP

「母…」 緊急手術中の誘拐事件! タイムリミットは24時間手術中に誘拐された幼児を救え! 生みの母育ての母の愛と復讐が交錯した24時間
ゲスト：坂口良子、有森也実、草笛光子、宅麻伸、前田吟、高嶋政伸、大沢樹生、石井トミコ、伊勢裕樹、佐渡稔
- 2000年10月3日 火曜サスペンス劇場 秋のSP

「告知」 がん告知は間違いだったのか…遺族の告発と父娘の千羽鶴
ゲスト：小柳ルミ子、かとうかずこ、高知東生、志田未来、内藤武敏、織本順吉、渡辺いっけい、梨本謙次郎、河西健司、菅田俊、桐本琢也、舟木幸、市川千恵子
| 日本テレビ 土曜グランド劇場              | 日本テレビ 土曜グランド劇場              | 日本テレビ 土曜グランド劇場                 |
| 前番組                                   | 番組名                                   | 次番組                                      |
| ---------------------------------------- | ---------------------------------------- | ------------------------------------------- |
| いけない女子高物語 (1990.1.13-1990.3.24) | 外科医有森冴子 (1990.4.14-1990.6.30)     | 火の用心 (1990.7.7-1990.9.29)               |
| まったナシ! (1992.7.4-1992.9.26)         | 外科医有森冴子II (1992.10.10-1992.12.26) | ちょっと危ない園長さん (1993.1.9-1993.3.20) |